# ابوحیه نمیری
هَیثَم بن ربیع نُمیری شهرت‌یافته به ابوحَیّه نَمَری (؟ -۸۲۴م) شاعر رجز-سرای عرب در سدهٔ دوم هجری بود. پس از درگذشت همسرش، احوالش دگرگون شد و با قیس بن ملوح مقایسه می‌شود. فنون شعری‌اش مدیح، رثا، نسیب، غزل و حکمت بوده‌است.